# Pobreza no Afeganistão
O Afeganistão é um dos países mais pobres do mundo. No Afeganistão, a pobreza é generalizada nas áreas rurais e urbanas. No entanto, estimou-se que a pobreza no Afeganistão está concentrada principalmente nas áreas rurais. Estima-se que quatro em cada cinco pobres vivam em áreas rurais. Nessas áreas rurais, as famílias sem acesso suficiente a nutrição adequada vêem muitos bebês e crianças atrofiarem, desnutridos e morrerem a cada ano. As regiões do Afeganistão onde quase metade dos habitantes são pobres são as regiões Leste, Nordeste e Centro-Oeste. De acordo com as estimativas do governo afegão, 42% da população total do Afeganistão vive abaixo da linha da pobreza. Além disso, 20 por cento das pessoas que vivem logo acima da linha de pobreza são altamente vulneráveis a cair na pobreza.

## Motivos
O recente aumento das taxas de pobreza no Afeganistão pode estar associado à estagnação da economia. Atualmente, a linha de pobreza é definida como uma renda de 70 afegãos por dia, o que equivale a cerca de 1 dólar americano. A Afghanistan Living Conditions Survey (ALCS) relatou que a taxa de pobreza nacional aumentou de 38% em 2011-12 para 55% em 2016-2017, com a desaceleração do crescimento econômico e a deterioração da situação de segurança como duas causas. Mais da metade da população vive com menos de um dólar por dia. Outra constatação do mesmo relatório mostrou que da pobreza muitos outros problemas se ramificam, já que a insegurança alimentar aumentou 14,5% em cinco anos e, apesar do grande crescimento populacional, a indústria agrícola e o desemprego pioraram cada vez mais. De acordo com Azarakhsh Hafizi, membro da Câmara de Comércio do Afeganistão, a economia de mercado do Afeganistão não pode operar sem a estrutura necessária de legislação no governo.
Outra crítica dos membros da Câmara do Afeganistão é que a ajuda externa está causando mais danos do que ajudando, criando até mesmo uma economia artificial baseada em ajuda externa. Apesar deste grito contra a ajuda externa, o Escritório das Nações Unidas para a Coordenação de Assuntos Humanitários  publicou que no Plano de Resposta Humanitária do Afeganistão de 2018 cerca de US $ 83.368.135 serão doados para o setor de segurança alimentar e agricultura da economia.

## Relatórios
A atualização do status de pobreza no Afeganistão foi produzida em conjunto pelo Ministério da Economia do Governo da República Islâmica do Afeganistão e pelo Banco Mundial. Ele usou os dados da National Risk and Vulnerability Assessment (NRVA) e, de acordo com sua avaliação, 36% da população afegã permaneceu pobre em 2007-08 e em 2012. Isso significava que mais de um em cada três afegãos não tinha dinheiro suficiente para comprar alimentos ou atender às suas necessidades básicas. Isso foi até intrigante, já que a taxa de crescimento do PIB durante o mesmo período foi de 6,9%. Um relatório publicado pelo Fundo das Nações Unidas para a Infância em 2018 afirma que, pela primeira vez desde 2002, a taxa de crianças fora da escola aumentou, especialmente nas províncias atingidas pela pobreza.
Até 2017, nenhum monitoramento governamental sobre a pobreza infantil havia ocorrido no Afeganistão. A Oxford Poverty and Human Development Initiative começou a trabalhar em cooperação com a Organização Central de Estatísticas e o Fundo das Nações Unidas para a Infância do Afeganistão para ajudar o governo do Afeganistão a criar políticas e orçamentos para ajudar a aliviar a pobreza infantil.

## Alívio

### Afghanistan National Development Strategy (ANDS)
A Afghanistan National Development Strategy (em português: Estratégia de Desenvolvimento Nacional do Afeganistão) 2008–2013 serviu como o Documento de Estratégia de Redução da Pobreza do Afeganistão e usou o Pacto do Afeganistão (2006) como base.  A Estratégia de Desenvolvimento Nacional do Afeganistão  foi lançada para servir como estratégia de redução da pobreza do país. Ele identifica os fatores que contribuem para a pobreza, como falta de infraestrutura, acesso limitado a mercados, desigualdade social, conflito histórico e contínuo e várias restrições de produtividade.
Até 2017, nenhum monitoramento governamental sobre a pobreza infantil havia ocorrido no Afeganistão. A Oxford Poverty and Human Development Initiative começou a trabalhar em cooperação com a Organização Central de Estatísticas e o Fundo das Nações Unidas para a Infância do Afeganistão para ajudar o governo do Afeganistão a criar políticas e orçamentos para ajudar a aliviar a pobreza infantil.
Para ajudar a reiniciar o sistema de saúde pública no Afeganistão após a queda do Talibã, o Ministério da Saúde Pública do Afeganistão criou com base no Pacote Básico de Serviços de Saúde em 2002. Uma análise da eficácia deste plano revelou que, embora o plano fosse bem-sucedido na implementação do pacote para famílias com deficiência ou chefiadas por mulheres, os pobres ainda não tinham acesso aos centros de saúde, hospitais e prestadores privados que exigiam dinheiro direto do bolso pagamentos.
A Agência das Nações Unidas para os Refugiados Humanos lançou um programa de assistência a abrigos pós-retorno para ajudar os afegãos deslocados que voltam ao Afeganistão depois de terem sido refugiados em países vizinhos. Verificou-se uma redução de 3% no número de desabrigados nas áreas onde esse plano foi implementado.

## Por província
Em 2017, as províncias de Cabul, Kapisa, Panjshir, Paktika e Logar foram identificadas como as províncias menos pobres em média, enquanto as taxas de pobreza mais altas ocorreram nas províncias de Badghis, Nuristão, Konduz, Zabul e Samangan.